# Beatriz Galindo
Beatriz Galindo, eller Beatrix, född gissningsvis omkring 1465 i Salamanca, död 23 november 1534 i Madrid, var en spansk fysiker, pedagog, författare och renässanshumanist. 
Hon var lärare till drottning Isabella den katolska och dennas barn och professor i retorik, filosofi och medicin vid universitetet i Salamanca. Hon var berömd som en av sin tids mest bildade kvinnor och kallades La Latina på grund av sin kunskap i latin. Hon fick sin utbildning vid universitetet i Salerno i Italien.
Beatriz Galindo grundade i Madrid sjukhuset Hospital de la Latina, som uppkallades efter henne. Galindo har en krater på Venus uppkallad efter sig.